# Anne Jan Portijk
Anne Jan Portijk, (Heerenveen, 9 februari 1968), was een Nederlandse allroundschaatser uit Oldeholtpade. Zijn specialisatie lag op de 1500 meter.
Na een zilveren medaille bij de C-junioren wordt hij in januari 1988 in Eindhoven nationaal kampioen bij de junioren. Bovendien wint hij dat jaar onder leiding van trainer Wopke de Vegt een zilveren plak op de 1500 meter bij de Nederlandse kampioenschappen per afstand. Door zijn derde plaats op het NK allround (achter Leo Visser en Gerard Kemkers) komt hij in de kernploeg van Henk Gemser. Zijn deelname aan het EK in Den Haag (17e) en het WK op Medeo in Alma Ata (18e) betekenen zijn eerste deelname aan grote toernooien. In het seizoen 1988-1989 wordt Portijk onder leiding van bondscoach Ab Krook negende op zijn tweede EK in Göteborg. De resultaten blijven echter achter. Na een dubbele valse start op de afstandskampioenschappen op zijn beste afstand, de 1500 meter, ging Portijk meer dan eens onderuit. In de kernploeg met de Hagenaars Bart Veldkamp, Thomas Bos en Ben van der Burg kon hij zijn draai niet vinden en gaat er in het seizoen 1990-1991 tussenuit met schaatsen. In het seizoen 1991-1992 traint hij in het gewest onder de vleugels van Sjoerd de Boer, maar haalt niet meer zijn oude niveau. Hij legt zich vervolgens toe op wielrennen, triatlon en later het marathonschaatsen.

## Resultaten
| Jaar | Plaats | Kampioenschap         |
| ---- | ------ | --------------------- |
| 1984 | 16     | NK Sprint             |
| 1988 | NC17   | EK Allround           |
| 1988 | 10     | NK Afstanden 500 m    |
| 1988 | 2      | NK Afstanden 1000 m   |
| 1988 | 4      | NK Afstanden 5000 m   |
| 1988 | 12     | NK Afstanden 10.000 m |
| 1988 | 3      | NK Allround           |
| 1988 | NC18   | WK Allround           |
| 1989 | 9      | EK Allround           |
| 1989 | 5      | NK Afstanden 500 m    |
| 1989 | 1      | NK Afstanden 1500 m   |
| 1989 | 8      | NK Afstanden 5000 m   |
| 1989 | 8      | NK Afstanden 10.000 m |
| 1989 | 4      | NK Allround           |
| 1989 | 12     | NK Sprint             |
| 1990 | 24     | NK Afstanden 500 m    |
| 1989 | DQ     | NK Afstanden 1500 m   |
| 1989 | 17     | NK Afstanden 5000 m   |
| 1989 | 9      | NK Afstanden 10.000 m |
| 1989 | 9      | NK Allround           |
| 1992 | 22     | NK Afstanden 1000 m   |
| 1992 | 20     | NK Afstanden 1500 m   |